# Place des Victoires
Place des Victoires (v překladu Vítězné náměstí) je náměstí v Paříži na hranicích 1. a 2. obvodu, asi 500 metrů severně od Louvru. Patří k tzv. „královským náměstím“ v Paříži. Bylo postaveno na počest krále Ludvíka XIV., jehož jezdecká socha stojí uprostřed náměstí.

## Historie
Návrh na založení náměstí dal maršál François de La Feuillade (1631-1691), který tím chtěl vzdát čest králi Ludvíkovi XIV. Nové náměstí mělo svým názvem upomínat královo vítězství ve francouzsko-nizozemské válce (1672–1679). Bylo postaveno podle plánů architekta Julese Hardouin-Mansarta, které předpokládaly výstavbu kruhového náměstí o poloměru asi 80 metrů, na které měly vést tři ulice. Jednotně pojatá výstavba pochází z let 1687-1690. V přízemí domů se počítalo s obchody (v současnosti jsou to převážně luxusní obchody), ve vyšších patrech pak byly byty pro šlechtu.
Uprostřed náměstí byla v roce 1686 postavena asi 12 m vysoká socha krále Ludvíka XIV. sochaře Martina Desjardina. Tento pomník byl stržen za Francouzské revoluce v roce 1792. V roce 1810 byla na jeho místě postavena socha generála Desaixe. V roce 1828 místo ní byla instalována současná jezdecká socha krále Ludvíka XIV., jíž autorem je sochař François Joseph Bosio (1768-1845).